# Jordan EJ13
A Jordan EJ13 egy Formula–1-es versenyautó, amellyel a Jordan Grand Prix csapat a 2003-as Formula–1-es szezonban versenyzett. Az autót Gary Anderson és Nicoló Petrucci tervezte, és Giancarlo Fisichella, Ralph Firman és Baumgartner Zsolt vezette, aki a két futamra megsérült Firman helyére érkezett a magyar, illetve az olasz nagydíjon.

## Áttekintés
A csapat a szponzoráció hiánya miatt visszaesett, és a Honda elhagyta a csapatot, hogy a British American Racinggel való együttműködésre koncentrálhasson. A Jordan kénytelen volt beérni a 2002-es specifikációjú Cosworth CR-4 motorokkal, amelyeket Ford RS1-esnek neveztek el. Az EJ13 2003 januárjában Barcelonában debütált.
Annak ellenére, hogy a Jordan csak a Minardit megelőzve a 9. helyen végzett a tabellán, 2003-ban tudott nyerni az autó futamot. A győzelmet rendkívüli körülmények között aratta a 2003-as Brazil Nagydíjon, amely szakadó esőben zajlott. A rajt/cél egyenesben történt hatalmas balesetet követően a versenyt piros zászlóval leállították. Némi kezdeti zűrzavar után Giancarlo Fisichellát eredetileg úgy ítélték meg, hogy a még mindig figyelemre méltó második helyen végzett Kimi Räikkönen mögött, aki a dobogó legfelső fokára állhatott fel. Néhány nappal később azonban az FIA vizsgálatának eredményeképpen Fisichellát hivatalosan is első F1-es futamának győztesévé nyilvánították. Fisichella így nem ünnepelhette pályafutása első győzelmét a dobogó legfelső fokán, bár a következő nagydíjon tartott átadón ő és Räikkönen trófeát cseréltek. A valószínűtlen győzelemtől eltekintve sem Fisichella, sem új csapattársa, Ralph Firman nem tudott semmilyen sikert aratni a Jordanben. Miután Firman a 2003-as Magyar Nagydíj edzésén megsérült, a Jordan a valaha volt első magyar Forma-1-es pilótát, Baumgartner Zsoltot indította. Firman az utolsó két versenyre visszatért, de nem tudott hozzátenni a Spanyolországban szerzett ponthoz. Fisichella a győzelmén felül csak két pontot szerzett, és a csapat visszaesése miatt elégedetlenül távozott a Sauberhez.
2003 júniusában Jordan 150 millió fontra perelte be a Vodafone mobiltelefon-társaságot, azt állítva, hogy a cég szóbeli szerződést kötött egy hároméves szponzorációról, majd helyette a Ferrarinak adta azt. Jordan két hónappal később visszavonta a keresetet, és beleegyezett, hogy kifizeti a Vodafone költségeit.
Az autók továbbra is a Benson & Hedges cigarettamárka festésében tündököltek, ahol a dohányreklámok tiltva voltak, ott a "Be On Edge" felirat volt látható rajtuk.

## Eredmények
| Év   | Csapat | Motor             | Gumik | Pilóták              | 1   | 2   | 3   | 4   | 5   | 6   | 7   | 8   | 9   | 10  | 11  | 12  | 13  | 14  | 15  | 16  | Pontok | Helyezés |
| ---- | ------ | ----------------- | ----- | -------------------- | --- | --- | --- | --- | --- | --- | --- | --- | --- | --- | --- | --- | --- | --- | --- | --- | ------ | -------- |
| 2003 | Jordan | Ford Cosworth V10 | B     |                      | AUS | MAL | BRA | SMR | ESP | AUT | MON | CAN | EUR | FRA | GBR | GER | HUN | ITA | USA | JPN | 13     | 9.       |
| 2003 | Jordan | Ford Cosworth V10 | B     | Giancarlo Fisichella | 12† | KI  | 1   | 15† | KI  | KI  | 10  | KI  | 12  | KI  | KI  | 13† | KI  | 10  | 7   | KI  | 13     | 9.       |
| 2003 | Jordan | Ford Cosworth V10 | B     | Ralph Firman         | KI  | 10  | KI  | KI  | 8   | 11  | 12  | KI  | 11  | 15  | 13  | KI  |     |     | KI  | 14  | 13     | 9.       |
| 2003 | Jordan | Ford Cosworth V10 | B     | Baumgartner Zsolt    |     |     |     |     |     |     |     |     |     |     |     |     | KI  | 11  |     |     | 13     | 9.       |

## Fordítás
- Ez a szócikk részben vagy egészben  a   Jordan EJ13 című angol Wikipédia-szócikk ezen változatának fordításán alapul.  Az eredeti cikk szerkesztőit annak laptörténete sorolja fel. Ez a jelzés csupán a megfogalmazás eredetét és a szerzői jogokat jelzi, nem szolgál a cikkben szereplő információk forrásmegjelöléseként.